# Erla (kommunhuvudort)
Erla är en kommunhuvudort i Spanien.   Den ligger i provinsen Provincia de Zaragoza och regionen Aragonien, i den nordöstra delen av landet, 290 km nordost om huvudstaden Madrid. Erla ligger 427 meter över havet och antalet invånare är 432.
Terrängen runt Erla är huvudsakligen platt, men norrut är den kuperad. Runt Erla är det mycket glesbefolkat, med 4 invånare per kvadratkilometer. Närmaste större samhälle är Ejea de los Caballeros, 15,4 km väster om Erla. Trakten runt Erla består till största delen av jordbruksmark.